# NGC 828
NGC 828 ist eine aktive Spiralgalaxie mit ausgedehnten Sternentstehungsgebieten vom Hubble-Typ Sa pec im Sternbild Andromeda am Nordsternhimmel. Sie ist schätzungsweise 245 Millionen Lichtjahre von der Milchstraße entfernt und hat einen Durchmesser von etwa 180.000 Lj.

Im selben Himmelsareal befindet sich u. a. die Galaxie NGC 818.
Das Objekt wurde am 18. Oktober 1786 von dem deutsch-britischen Astronomen Wilhelm Herschel entdeckt.